# ایان رانکین
ایان رانکین (انگلیسی: Ian Rankin؛ زادهٔ ۲۸ آوریل ۱۹۶۰) رمان‌نویس و نویسنده ژانر معمایی و جنایی اهل اسکاتلند است.
وی همچنین برندهٔ جوایزی همچون جایزه ادگار شده‌است.